# Pływanie na otwartym akwenie na Mistrzostwach Świata w Pływaniu 2017
Pływanie na otwartym akwenie na 17. Mistrzostwach Świata w Pływaniu odbyły się w dniach 15–21 lipca 2017 r. nad Balatonem.

## Harmonogram
Zostanie rozegranych siedem konkurencji.
| Data     | Godzina | Konkurencja    |
| -------- | ------- | -------------- |
| 15 lipca | 10:00   | 5 km mężczyzn  |
| 16 lipca | 10:00   | 10 km kobiet   |
| 18 lipca | 10:00   | 10 km mężczyzn |
| 19 lipca | 10:00   | 5 km kobiet    |
| 20 lipca | 10:00   | 5 km drużynowo |
| 21 lipca | 8:30    | 25 km mężczyzn |
| 21 lipca | 8:30    | 25 km kobiet   |

## Medaliści

### Mężczyźni
| Konkurencja       | Złoto                          | Złoto     | Srebro                                | Srebro    | Brąz                                   | Brąz      |
| Konkurencja       | Zawodnik                       | Czas      | Zawodnik                              | Czas      | Zawodnik                               | Czas      |
| 5 km (szczegóły)  | Marc-Antoine Olivier · Francja | 54:31,4   | Mario Sanzullo · Włochy               | 54:32,1   | Timothy Shuttleworth · Wielka Brytania | 54:42,1   |
| 10 km (szczegóły) | Ferry Weertman · Holandia      | 1:51:58,5 | Jordan Wilimovsky · Stany Zjednoczone | 1:51:58,6 | Marc-Antoine Olivier · Francja         | 1:51:59,2 |
| 25 km (szczegóły) | Axel Reymond · Francja         | 5:02:46,4 | Matteo Furlan · Włochy                | 5:02:47,0 | Jewgienij Dratcew · Rosja              | 5:02:49,8 |

### Kobiety
| Konkurencja       | Złoto                               | Złoto     | Srebro                           | Srebro    | Brąz                                                  | Brąz      |
| Konkurencja       | Zawodniczka                         | Czas      | Zawodniczka                      | Czas      | Zawodniczka                                           | Czas      |
| 5 km (szczegóły)  | Ashley Twichell · Stany Zjednoczone | 59:07,0   | Aurélie Muller · Francja         | 59:10,5   | Ana Marcela Cunha · Brazylia                          | 59:11,4   |
| 10 km (szczegóły) | Aurélie Muller · Francja            | 2:00:13,7 | Samantha Arévalo · Ekwador       | 2:00:17,0 | Arianna Bridi · Włochy · Ana Marcela Cunha · Brazylia | 2:00:17,2 |
| 25 km (szczegóły) | Ana Marcela Cunha · Brazylia        | 5:21:58,4 | Sharon van Rouwendaal · Holandia | 5:22:00,8 | Arianna Bridi · Włochy                                | 5:22:08,2 |

### Zespół
| Konkurencja        | Złoto                                                                               | Złoto   | Srebro                                                                                   | Srebro  | Brąz                                                                               | Brąz    |
| Konkurencja        | Zawodnicy                                                                           | Czas    | Zawodnicy                                                                                | Czas    | Zawodnicy                                                                          | Czas    |
| Zespół (szczegóły) | Francja · Oceane Cassignol · Logan Fontaine · Aurélie Muller · Marc-Antoine Olivier | 54:05,9 | Stany Zjednoczone · Brendan Casey · Ashley Twichell · Haley Anderson · Jordan Wilimovsky | 54:18,1 | Włochy · Rachele Bruni · Giulia Gabbrielleschi · Federico Vanelli · Mario Sanzullo | 54:31,0 |

## Klasyfikacja medalowa
| Miejsce | Państwo           | Złoto | Srebro | Brąz | Razem |
| ------- | ----------------- | ----- | ------ | ---- | ----- |
| 1.      | Francja           | 4     | 1      | 1    | 6     |
| 2.      | Stany Zjednoczone | 1     | 2      | 0    | 3     |
| 3.      | Holandia          | 1     | 1      | 0    | 2     |
| 4.      | Brazylia          | 1     | 0      | 2    | 3     |
| 5.      | Włochy            | 0     | 2      | 3    | 5     |
| 6.      | Ekwador           | 0     | 1      | 0    | 1     |
| 7.      | Wielka Brytania   | 0     | 0      | 1    | 1     |
| 7.      | Rosja             | 0     | 0      | 1    | 1     |
| Razem   | Razem             | 7     | 7      | 8    | 22    |